# Широкоугольная камера 3

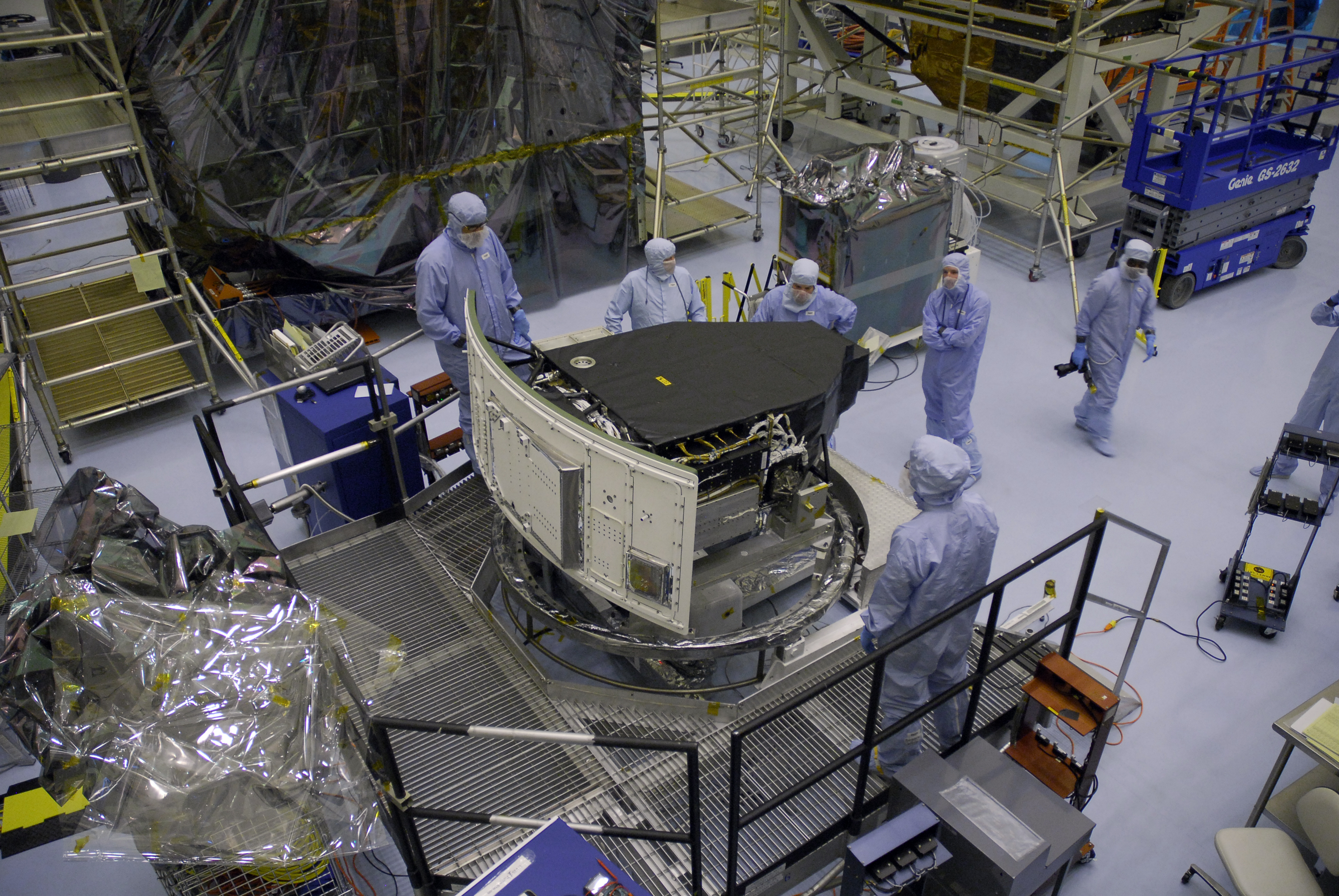
Подготовка Широкоугольной камеры 3 к отправке

«Широкоугольная камера 3» (англ. Wide Field Camera 3) — камера для наблюдений в широком диапазоне волн. Это самый последний и наиболее технологически совершенный прибор на космическом телескопе «Хаббл» для получения изображений на видимом, ближнем инфракрасном и ближнем и среднем ультрафиолетовом участках электромагнитного спектра. Он был установлен в качестве замены Широкоугольной и планетарной камеры 2 (англ. Wide Field and Planetary Camera 2, сокр. WFPC-2) 14 мая 2009 года.

## Основные сведения
Канал видимого и ультрафиолетового диапазона WFC 3 призван заменить проработавшую 16 лет камеру WFPC-2. Он способен получать фотографии неба в диапазоне от 200 нм до 1000 нм при разрешении 0,04 угловой секунды и квадратном поле зрения со стороной три угловые минуты. Для этого задействованы две ПЗС-матрицы формата 4096x2048 пикселей.
Инфракрасный канал снабжен одной мегапиксельной ПЗС-матрицей (1024×1024 пикселей), приспособленной для регистрации фотонов ближнего инфракрасного диапазона с длиной волны от 800 нм до 1,7 мкм. Её разрешение — 0,13 угловой секунды, и она изначально рассматривалась как замена камере ближнего инфракрасного диапазона NICMOS.